# Pirajoux
Pirajoux est une commune française, située dans le département de l'Ain, en région Auvergne-Rhône-Alpes.

## Géographie

### Localisation
Pirajoux fait partie de la Bresse.

### Hydrographie

#### Petits cours d'eau
Ce village est bordé par deux rivières : le Solnan et son affluent le Sevron.
Plusieurs obstacles à l'écoulement sont recensés sur la commune :
- sur le Sevron, on trouve les déversoirs des Vernoux[1]  et du Moulin Niat (limitrophe avec Beaupont)[2] ;
- au niveau du Solnan, on trouve le déversoir du bras de décharge du Moulin Pertuizet[3].

### Climat
Pour des articles plus généraux, voir Climat d'Auvergne-Rhône-Alpes et Climat de l'Ain.
En 2010, le climat de la commune est de type climat océanique altéré, selon une étude du CNRS s'appuyant sur une série de données couvrant la période 1971-2000. En 2020, Météo-France publie une typologie des climats de la France métropolitaine dans laquelle la commune est exposée à un climat semi-continental et est dans la région climatique Bourgogne, vallée de la Saône, caractérisée par un bon ensoleillement (1 900 h/an), un été chaud (18,5 °C), un air sec au printemps et en été et des vents faibles.
Pour la période 1971-2000, la température annuelle moyenne est de 11,5 °C, avec une amplitude thermique annuelle de 17,8 °C. Le cumul annuel moyen de précipitations est de 1 112 mm, avec 12 jours de précipitations en janvier et 8,2 jours en juillet. Pour la période 1991-2020, la température moyenne annuelle observée sur la station météorologique de Météo-France la plus proche, « Saint-Julien - Sa », sur la commune de Val Suran à 12 km à vol d'oiseau, est de 10,6 °C et le cumul annuel moyen de précipitations est de 1 349,8 mm,. Pour l'avenir, les paramètres climatiques de la commune estimés pour 2050 selon différents scénarios d'émission de gaz à effet de serre sont consultables sur un site dédié publié par Météo-France en novembre 2022.

### Voies de communication et transports

#### Voies de communication
La route principale de la commune est la route départementale D 86 qui relie Coligny à l'est et Marboz au sud-est.
La RD 86a permet de rejoindre Beaupont.
De plus, le hameau de la Tournelle comprend un carrefour entre la RD 996, qui relie Louhans au nord à Bourg-en-Bresse au sud, avec la RD 1. Cette dernière voie traverse le département de l'Ain en reliant Saint-Amour à Asnières-sur-Saône et permet de rejoindre Lescheroux puis Saint-Julien-sur-Reyssouze en se dirigeant à l'ouest ou relie la commune de Beaupont en direction de l'est.

## Urbanisme

### Typologie
Au 1er janvier 2024, Pirajoux est catégorisée commune rurale à habitat dispersé, selon la nouvelle grille communale de densité à 7 niveaux définie par l'Insee en 2022.
Elle est située hors unité urbaine. Par ailleurs la commune fait partie de l'aire d'attraction de Bourg-en-Bresse, dont elle est une commune de la couronne,. Cette aire, qui regroupe 80 communes, est catégorisée dans les aires de 50 000 à moins de 200 000 habitants,.

### Occupation des sols
L'occupation des sols de la commune, telle qu'elle ressort de la base de données européenne d’occupation biophysique des sols Corine Land Cover (CLC), est marquée par l'importance des territoires agricoles (87,4 % en 2018), une proportion identique à celle de 1990 (87,4 %). La répartition détaillée en 2018 est la suivante : 
prairies (60,9 %), terres arables (17,2 %), forêts (12,6 %), zones agricoles hétérogènes (9,4 %).
L'évolution de l’occupation des sols de la commune et de ses infrastructures peut être observée sur les différentes représentations cartographiques du territoire : la carte de Cassini (XVIIIe siècle), la carte d'état-major (1820-1866) et les cartes ou photos aériennes de l'IGN pour la période actuelle (1950 à aujourd'hui).

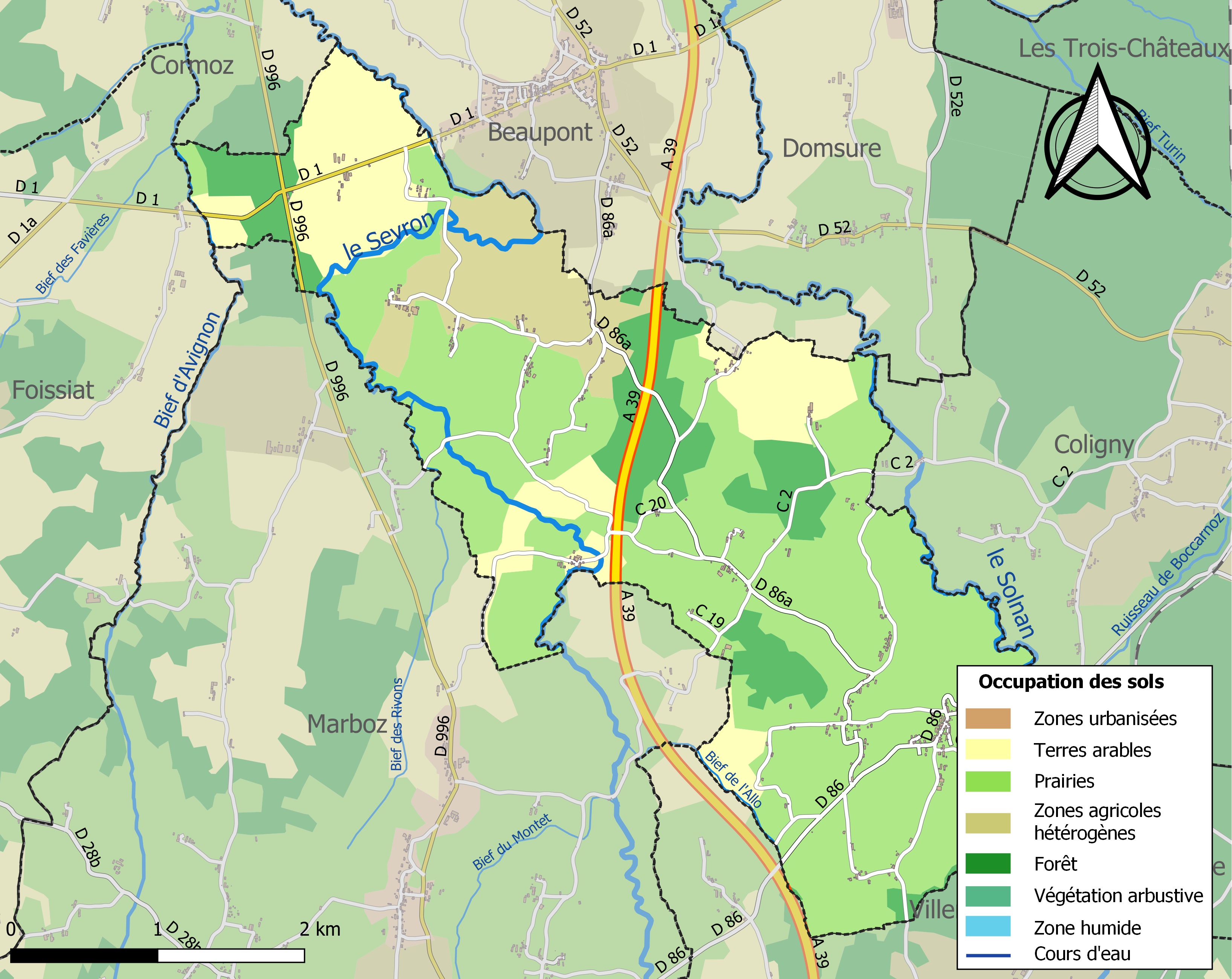
Carte des infrastructures et de l'occupation des sols de la commune en 2018 (CLC).

### Risques naturels et technologiques
La commune est vulnérable aux risques majeurs suivants : inondation, risque sismique (niveau 3), transport de matières dangereuses.

## Histoire
Propriété du seigneur Hugonin Musy en 1439.

## Politique et administration

### Administration municipale
Site internet de la mairie : https://pirajoux.fr/

### Liste des maires
| Période                                  | Période  | Identité          | Étiquette | Qualité     |
| ---------------------------------------- | -------- | ----------------- | --------- | ----------- |
| Les données manquantes sont à compléter. |          |                   |           |             |
|                                          | 1947     | Léon Clair        | SE        | Agriculteur |
| 1947                                     | 1971     | Eugène Guillermin | SE        | Agriculteur |
| 1971                                     | 1995     | Gaston Guillermin | SE        | Agriculteur |
| juin 1995                                | En cours | Noël Piroux       | SE        | Agriculteur |

## Population et société

### Démographie
| 1793 | 1800 | 1806 | 1821 | 1831 | 1836 | 1841 | 1846 | 1851 |
| ---- | ---- | ---- | ---- | ---- | ---- | ---- | ---- | ---- |
| 703  | 763  | 745  | 713  | 754  | 732  | 739  | 727  | 732  |

| 1856 | 1861 | 1866 | 1872 | 1876 | 1881 | 1886 | 1891 | 1896 |
| ---- | ---- | ---- | ---- | ---- | ---- | ---- | ---- | ---- |
| 694  | 709  | 714  | 701  | 726  | 721  | 705  | 700  | 665  |

| 1901 | 1906 | 1911 | 1921 | 1926 | 1931 | 1936 | 1946 | 1954 |
| ---- | ---- | ---- | ---- | ---- | ---- | ---- | ---- | ---- |
| 666  | 637  | 639  | 597  | 581  | 494  | 522  | 540  | 470  |

| 1962 | 1968 | 1975 | 1982 | 1990 | 1999 | 2006 | 2011 | 2016 |
| ---- | ---- | ---- | ---- | ---- | ---- | ---- | ---- | ---- |
| 428  | 375  | 314  | 294  | 304  | 299  | 308  | 375  | 389  |

| 2021 | 2022 | - | - | - | - | - | - | - |
| ---- | ---- | - | - | - | - | - | - | - |
| 407  | 400  | - | - | - | - | - | - | - |

### Enseignement
La commune a perdu sa classe unique dans les années 1990. Depuis cette date, les élèves de maternelle et de primaire fréquentent les écoles des communes voisines (Beaupont-Domsure, Coligny, ou Marboz).
À la fin de leur scolarité en primaire, les élèves passant en classe de 6e sont dirigés au collège du Grand-Cèdre à Coligny.

### Manifestations culturelles et festivités

#### Vogue
La vogue (Fête patronale) a lieu chaque année début mai et est organisée par le comité d'animation.

### Santé
Les secours d'urgence sont assurés par les pompiers du corps communal (CPINI Pirajoux), et par le Centre d'incendie et de secours de Coligny.
Au niveau hospitalier, les habitants sont soignés majoritairement soit à l'hôpital Fleyriat (situé à Viriat), soit à la clinique Convert (située à Bourg-en-Bresse).
Aucun praticien en entré en vigueur en 2015[incompréhensible], et de la première circonscription de l'Ain est un hebdomadaire publié les vendredis qui donne des informations locales pour les différentes régions du département de l'Ain.
- La chaîne France 3 Rhône Alpes Auvergne est disponible dans la région.

### Numérique
La commune dispose du très haut débit avec la fibre optique grâce au réseau d'initiative publique de fibre optique LIAin régi par le syndicat intercommunal d'énergie et de e-communication de l'Ain.

### Cultes

#### Culte catholique
La commune fait partie du diocèse de Belley-Ars et de la paroisse de Marboz.

## Économie

### Entreprises et commerces

#### Secteur primaire ouAgriculture
L'activité agricole est essentiellement axée autour de la polyculture et de l'élevage.
La commune se situe dans la zone de production de l'AOC Comté et de l'AOC du poulet de Bresse.

#### Secteur secondaire ou Industrie ou Artisanat et industrie
Un garagiste automobile exerce au lieu-dit la Tournelle.

#### Secteur tertiaire ou activités de service
Le village compte un bar-restaurant qui fait office de dépôt de pain et d'épicerie.

## Culture locale et patrimoine

### Lieux et monuments
- Église Saints-Jacques-et-Philippe de Pirajoux[17].

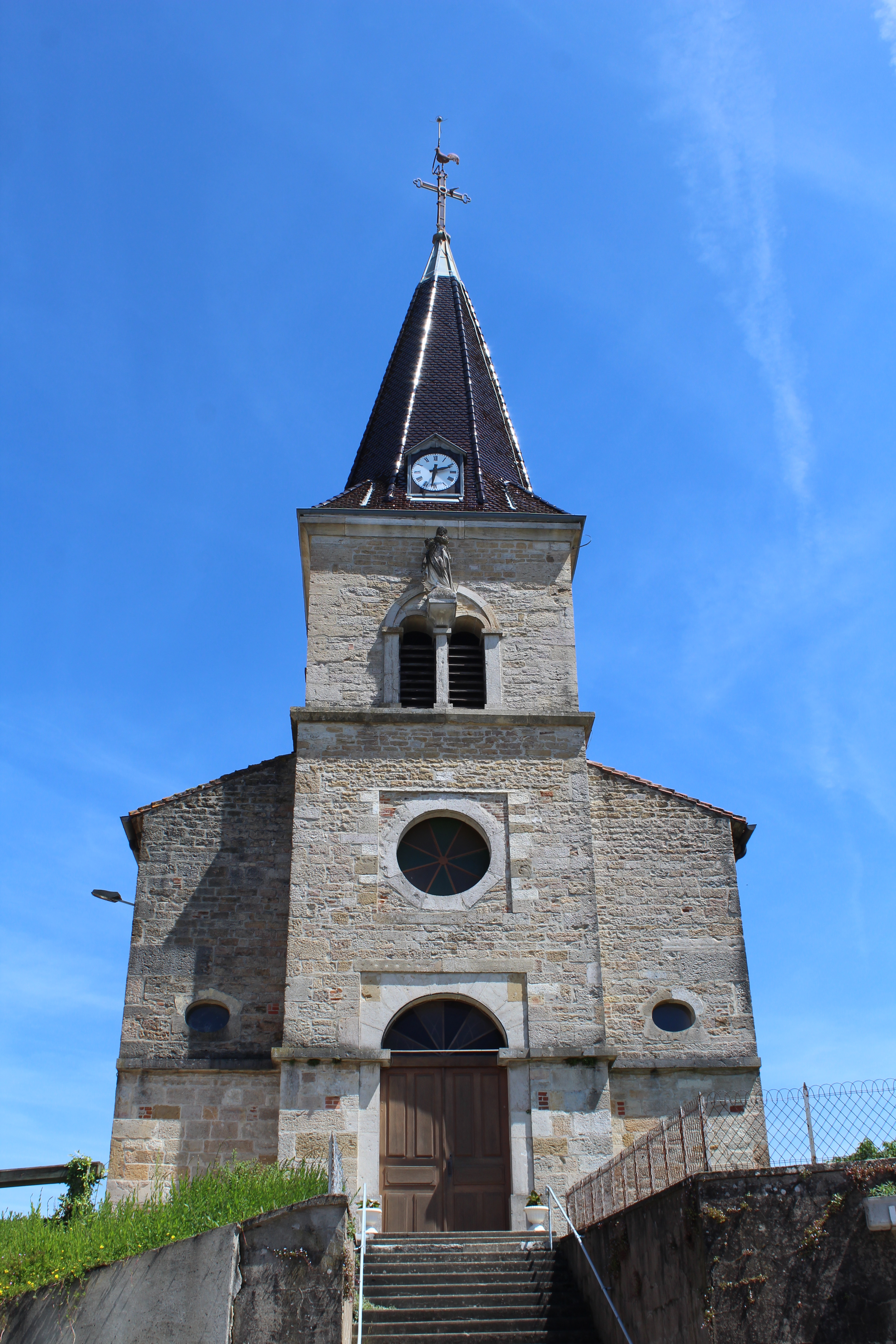
Église Saints-Jacques-et-Philippe.